# Ду-Бойз (Іллінойс)
Ду-Бойз (англ. Du Bois) — селище (англ. village) в США, в окрузі Вашингтон штату Іллінойс. Населення — 175 осіб (2020).

## Географія
Ду-Бойз розташований за координатами 38°13′17″ пн. ш. 89°12′46″ зх. д. / 38.22139° пн. ш. 89.21278° зх. д. (38.221398, -89.212855).  За даними Бюро перепису населення США в 2010 році селище мало площу 2,78 км², уся площа — суходіл.

## Демографія
Згідно з переписом 2010 року, у селищі мешкало 205 осіб у 85 домогосподарствах у складі 58 родин. Густота населення становила 74 особи/км².  Було 103 помешкання (37/км²).
Расовий склад населення:
| - 97,6 % — білих - 1,0 % — чорних або афроамериканців |

До двох чи більше рас належало 1,0 %. Частка іспаномовних становила 2,0 % від усіх жителів.
За віковим діапазоном населення розподілялося таким чином: 22,9 % — особи молодші 18 років, 64,9 % — особи у віці 18—64 років, 12,2 % — особи у віці 65 років та старші. Медіана віку мешканця становила 38,4 року. На 100 осіб жіночої статі у селищі припадало 97,1 чоловіків;  на 100 жінок у віці від 18 років та старших — 97,5 чоловіків також старших 18 років.
Середній дохід на одне домашнє господарство  становив 45 876 доларів США (медіана — 45 417), а середній дохід на одну сім'ю — 58 753 долари (медіана — 60 179). Медіана доходів становила 34 688 доларів для чоловіків та 36 250 доларів для жінок. За межею бідності перебувало 24,7 % осіб, у тому числі 23,5 % дітей у віці до 18 років та 2,9 % осіб у віці 65 років та старших.
Цивільне працевлаштоване населення становило 71 осіб. Основні галузі зайнятості: виробництво — 43,7 %, освіта, охорона здоров'я та соціальна допомога — 12,7 %, роздрібна торгівля — 11,3 %.